# Liste flüchtlingsfeindlicher Angriffe in Deutschland 2018
Die Liste flüchtlingsfeindlicher Angriffe in Deutschland 2018 verzeichnet Angriffe und Anschläge auf Geflüchtete und Flüchtlingsunterkünfte in Deutschland im Jahr 2018, bei denen fremdenfeindliche und rassistische Tatmotive nachgewiesen oder wahrscheinlich sind. Die Liste ist bisher nicht vollständig. Besonders schwere Anschläge mit Verletzten sind rot hinterlegt.
Soweit nicht anders verzeichnet, folgen die Angaben den Chroniken von Mut gegen rechte Gewalt, Pro Asyl und Amadeu Antonio Stiftung. Historische Hintergründe, Gegeninitiativen und weitere Jahreslisten siehe unter Flüchtlingsfeindliche Angriffe in der Bundesrepublik Deutschland.
| Ort                      | Bundes- land | Datum        | Angriffsziel                     | Verletzte        | Beschreibung | Tatverdächtige bekannt |
| ------------------------ | ------------ | ------------ | -------------------------------- | ---------------- | --- | ---------------------- |
| Cottbus                  | BB           | 1. Jan.      | bewohnte Unterkunft, Geflüchtete | drei Verletzte   | In der Silvesternacht stürmten mehrere Personen ein Asylbewerberheim und griffen Flüchtlinge an, drei Afghanen wurden verletzt. | Nein                   |
| Dresden                  | SN           | 9. Jan.      | Geflüchtete                      | ein Verletzter   | Eine Gruppe von Personen beschimpfte eine Asylbewerberin zunächst, anschließend ließ eine Person aus der Gruppe ihren Hund auf die Geflüchtete los. Die 19-jährige Äthiopierin wurde von dem Hund zu Boden gerissen und gebissen, ein Passant konnte die Hundehalterin schließlich dazu bewegen, ihr Tier zurückzurufen. Außer den Bissverletzungen erlitt das Opfer einen Schock. | Nein                   |
| Füssen                   | BY           | 19. Jan.     | Geflüchtete                      | (ein Verletzter) | Ein 36-Jähriger schoss im Treppenhaus eines Mehrfamilienhauses auf drei afghanische Asylbewerber. Einer der Flüchtlinge geriet offenbar in Panik und versuchte, ein Fenster zu öffnen, um aus dem vierten Stock zu springen. Bei oder vor der unklaren Auseinandersetzung verletzte sich eines der Opfer. | Ja                     |
| Walsdorf (Oberfranken)   | BY           | 26. Jan.     | bewohnte Unterkunft              | zwei Verletzte   | Mehrere Männer riefen vor einem Flüchtlingsheim rassistische Parolen und bewarfen Bewohner mit Steinen, zwei Geflüchtete wurden verletzt und drei Tatverdächtige verhaftet. | Ja                     |
| Meggen (Lennestadt)      | NW           | 28. Jan.     | bewohnte Unterkunft              |                  | Unbekannte Täter steckten das Tor eines an eine Flüchtlingsunterkunft angrenzenden leerstehenden Lagerraums mithilfe eines Brandbeschleunigers in Brand. Die im Obergeschoss der Unterkunft wohnende Familie war nicht von der Brandstiftung betroffen. | Nein                   |
| Guben                    | BB           | 28. Jan.     | Geflüchtete                      | ein Verletzter   | Eine Männergruppe aus sieben Personen provozierte und beleidigte sechs sich auf dem Heimweg befundene Asylbewerber und bewarfen sie mit Flaschen, niemand wurde verletzt. Eine unbeteiligte 65-Jährige musste wegen Kreislaufproblemen im Krankenhaus behandelt werden. | Ja                     |
| Nußdorf am Inn           | BY           | 3. Feb.      | Unterkunft                       |                  | Unbekannte sprühten ein Hakenkreuz auf die Fassade eines Asylbewerberheims. | Nein                   |
| Greifswald               | MV           | 4. Feb.      | Geflüchtete                      | vier Verletzte   | Bei einer Auseinandersetzung zwischen sieben Deutschen und drei Eritreern wurden die drei Asylbewerber von einem 24-Jährigen mit einer zerschlagenen Bierflasche angegriffen, es kam zu Schlägen auf die Flüchtlinge seitens der siebenköpfigen Gruppe Deutscher. Der 24-jährige Tatverdächtige verletzte sich an der Hand, die drei Angegriffenen trugen leichte Verletzungen davon. | Ja                     |
| Lehrte                   | NI           | 15. Feb.     | Geflüchtete                      | zwei Verletzte   | Ein Unbekannter verprügelte einen 16-jährigen Flüchtling in der S-Bahn. Ein Mitschüler des Opfers sei hinzugekommen, um zu schlichten, er soll ebenfalls vom Täter geschlagen worden sein. Der 16-jährige Asylbewerber erlitt eine Prellung an der Stirn und eine Risswunde am Ohr. | Nein                   |
| Brandenburg an der Havel | BB           | 16. Feb.     | Geflüchtete                      | zwei Verletzte   | Ein Unbekannter schlug in einem Linienbus einem 21-jährigen Afghanen ins Gesicht, stieg anschließend aus, warf eine Flasche in Richtung Bus, verletzte dabei eine unbeteiligte 56-Jährige und zerstörte eine Scheibe des Busses. Daraufhin verließen der Asylbewerber und drei Begleiter den Bus und hielten den Täter fest, welcher ein langes Messer unter seiner Jacke hervorzog, sie mit den Worten „Ich stech euch alle ab!“ bedrohte und vom Tatort floh. Die 56-jährige Frau musste im Krankenhaus behandelt werden.                                                                            | Nein                   |
| Heilbronn                | BW           | 17. Feb.     | Geflüchtete                      | drei Verletzte   | Ein 70-jähriger Deutschrusse stach kurz nach 21 Uhr vor der Kilianskirche mit einem 19 cm langen Messer auf Asylbewerber ein. Passanten überwältigten den Angreifer und setzten ihn bis zum Eintreffen der Polizei fest. Ein 25-jähriger Iraker wurde schwer, seine zwei Begleiter aus Syrien und Afghanistan leicht verletzt und ein weiterer konnte den Stichen ausweichen. Die Anklage stufte den Angriff als versuchten Mord mit einem rassistischen Tatmotiv ein. | Ja                     |
| Köln-Neuehrenfeld        | NW           | 17. Feb.     | Geflüchtete                      | ein Verletzter   | Ein Unbekannter sprach am Abend einen Fahrrad fahrenden Asylbewerber an und lockte ihn unter einem Vorwand zu einer Baumgruppe auf einer Erhebung, wo zwei weitere Unbekannte warteten, die dem 26-jährigen Flüchtling drei auf Bäume gesprühte Hakenkreuze zeigten. Anschließend beleidigten, traten, schlugen und würgten die drei Unbekannten den Geflüchteten. Ein Passant fand den am Boden liegenden Asylbewerber und rief einen Rettungswagen. | Nein                   |
| Memmingen                | BY           | 17. Feb.     | Unterkunft                       |                  | Unbekannte warfen in der Nacht das Küchenfenster eines Flüchtlingsheims ein. | Nein                   |
| Halle (Saale)            | ST           | 18. Feb.     | Geflüchtete                      | ein Verletzter   | Ein unbekanntes Pärchen beleidigte einen 24-jährigen Iraker an dessen Haustür rassistisch. Anschließend versetzte einer der Täter dem Iraker eine Kopfnuss. | Nein                   |
| Wurzen                   | SN           | 23. Feb.     | Geflüchtete                      | ein Verletzter   | Zwei Unbekannte schlugen und traten eine schwangere 19-Jährige vor ihrem Wohnheim, beleidigten sie rassistisch und erklärten, sie wollten in Deutschland „keine Ausländerbabys“. Die Eritreerin musste im Krankenhaus behandelt werden. | Nein                   |
| Rostock                  | MV           | 25. Feb.     | Geflüchtete                      | zwei Verletzte   | Drei Männer griffen nachts eine Deutsche und ihre zwei Begleiter aus Syrien und dem Irak an, schlugen und traten sie. Außerdem wurden den beiden Asylbewerbern Stromschläge durch ein Elektroschockgerät zugefügt, sie erlitten außerdem Prellungen an Oberkörper, Kopf und Armen. Die Polizei stellte später zwei alkoholisierte Tatverdächtige, einer war bereits vorher polizeibekannt gewesen. | Ja                     |
| Dessau-Roßlau            | ST           | 1. Mrz.      | bewohnte Unterkunft              | sechs Verletzte  | Ein Mann setzte spätabends unter der Kellertreppe eines Wohnhauses abgestellte Gegenstände in Brand. Das Gebäude dient auch als Unterkunft für minderjährige Flüchtlinge. Vier Flüchtlinge und zwei weitere Mieter mussten wegen Verdachts auf Rauchvergiftung behandelt werden. Der 27-jährige Tatverdächtige wurde noch in der Tatnacht in der Umgebung des Wohnblocks verhaftet. Ein rassistisches Tatmotiv wird geprüft. | Ja                     |
| Alpen (Niederrhein)      | NW           | 2. Mrz.      | bewohnte Unterkunft              |                  | Unbekannte sprengten am Abend den metallenen Briefkasten einer Asylunterkunft, niemand wurde verletzt. Ein 36-jähriger Bewohner beobachtete drei Männer, die mit Fahrrädern vom Tatort flüchteten. | Nein                   |
| Arnstadt                 | TH           | 10. Mrz.     | Geflüchtete                      | zwei Verletzte   | Eine unbekannte alkoholisierte Person griff am Abend zwei syrische Asylbewerber im Bereich einer öffentlichen Toilette an, die zwei Syrer erlitten leichte Verletzungen. | Nein                   |
| Sollstedt                | TH           | 12. Mrz.     | Geflüchtete                      | ein Verletzter   | Eine unbekannter Mann in Begleitung einer Frau und eines Kindes beleidigte auf einem Supermarktparkplatz einen 17-jährigen Afghanen und griff ihn mit einer Glasflasche an. Der Unbekannte gab dem Afghanen zwei Kopfnüsse und verließ anschließend den Tatort. | Nein                   |
| Saalfeld/Saale           | TH           | 12. Mrz.     | Geflüchtete                      | ein Verletzter   | Eine 38-jährige Deutsche beleidigte, schlug und trat einer 57-jährigen Frau aus Afghanistan gegen das Schienbein, das Opfer erlitt leichte Verletzungen. Kurze Zeit später beschimpfte die alkoholisierte Deutsche zwei weitere afghanische Asylbewerber und warf einen Teller nach ihnen, dabei wurde niemand verletzt. Polizisten stellten mehrere Strafanzeigen gegen die bereits polizeibekannte 38-Jährige. | Ja                     |
| Erfurt                   | TH           | 30. Jun.     | Geflüchtete                      | ein Verletzter   | Vier Männer sprachen einen somalischen Asylbewerber zunächst an und fragten nach seinen Ausweispapieren. Als der Flüchtling erwiderte, ob sie denn Polizisten seien, schlugen die Täter unvermittelt auf ihn ein. Der Somalier zog sich Verletzungen an Fuß und Rippe zu. | Nein                   |
| Plauen                   | SN           | 2. Jul.      | Geflüchtete                      | ein Verletzter   | Ein 20-Jähriger wurde auf einem Parkplatz von einer Gruppe Deutscher und ihrem Hund beleidigt, bedrängt und schließlich attackiert. Der Gambier musste ambulant im Krankenhaus versorgt werden. | Nein                   |
| Bad Düben                | SN           | 8. Jul.      | Geflüchtete                      | ein Verletzter   | Auf dem Nachhauseweg von einer Veranstaltung wurden ein pakistanischer Asylbewerber und seine Freunde von etwa einem Dutzend Personen verfolgt, rassistisch beleidigt und anschließend angegriffen. Dabei wurden dem Pakistani beide Hände gebrochen, die Angreifer ließen erst ab, als weitere Freunde zur Hilfe eilten. | Nein                   |
| Weißenfels               | ST           | 10. Jul.     | Geflüchtete                      |                  | Mehrere Personen beleidigten eine 49-jährige syrische Asylbewerberin rassistisch und schubsten sie. Die Polizei konnte noch am Tatort eine Tatverdächtige stellen. | Ja                     |
| Rostock                  | MV           | 11. Jul.     | Geflüchtete                      | ein Verletzter   | Drei syrische Asylbewerber begegneten in einem S-Bahn-Tunnel im Norden der Stadt einer Frau und zwei Männern mit Hunden, die die Geflüchteten mit ausländerfeindlichen Parolen beschimpften. Einer der Geflüchteten wollte die Täter zur Rede stellen, woraufhin einer der Täter den Flüchtling schlug und mit einem Messer auf ihn einstach. Ein weiterer Angreifer schlug den Asylbewerber ebenfalls und versuchte, seinen Hund gegen ihn aufzuhetzen. Der Syrer wurde im Brustkorb- und Lungenbereich verletzt. Im Anschluss daran flüchteten die Angreifer, stellten sich aber später der Polizei. | Ja                     |
| Halle (Saale)            | ST           | 15. Jul.     | Geflüchtete                      | zwei Verletzte   | Als zwei 17- und 18-jährige Afghanen sich an einer Tram-Haltestelle aufhielten, stieg ein Mann mit osteuropäischem Akzent aus einem Wagen, beleidigte die beiden Geschädigten rassistisch und schlug mit einer Eisenstange auf sie ein. Danach stieg der Angreifer wieder in sein Auto und entfernte sich vom Tatort. Die beiden Asylbewerber erlitten Blutergüsse und mussten ambulant versorgt werden. | Nein                   |
| Kahla                    | TH           | 18. Jul.     | Geflüchtete                      | ein Verletzter   | Ein 16-jähriger Jugendlicher wurde vor einem Bahnhof zunächst von drei Männern nach Feuer gefragt, als er dies verneinte, wurde er von einem Täter gepackt und zu Boden gedrückt. Alle drei Angreifer schlugen auf den 16-Jährigen ein, bis dieser entkommen konnte. Der 16-jährige Afghane erlitt leichte Verletzungen. | Nein                   |
| Untermaßfeld             | TH           | 23. Jul.     | Geflüchtete                      |                  | Ein 35-Jähriger schoss nach einem Streit mit vier minderjährigen Flüchtlingen auf selbige, welche aber unverletzt blieben. Der Mann wurde festgenommen und zwei Schreckschuss- und eine Softairwaffe konfisziert. | Ja                     |
| München                  | BY           | 23. Jul.     | Geflüchtete                      | ein Verletzter   | Am Morgen beleidigte ein Unbekannter einen eritreischen Flüchtling rassistisch. Der 23-jährige Asylbewerber entfernte sich, der Angreifer folgte ihm jedoch und versetzte ihm einen Schlag in den Nacken. Eine eingeleitete Fahndung nach dem Mann verlief ergebnislos. | Nein                   |
| Cham                     | BY           | 30. Jul.     | Geflüchtete                      | ein Verletzter   | Eine Gruppe junger Deutscher beschimpfte eine Gruppe von Asylbewerbern mit rechtsextremistischen Parolen. Einer der Täter brachte den Streit schließlich zum Eskalieren, indem er einem 18-jährigen Flüchtling ins Gesicht schlug, der am Boden liegend von weiteren Personen getreten wurde. Der verletzte Asylbewerber wurde im Krankenhaus behandelt. | Nein                   |
| Chemnitz                 | SN           | 26./27. Aug. | Geflüchtete                      | 20 Verletzte     | Übergriffe auf Flüchtlinge im Rahmen der Ausschreitungen in Chemnitz 2018 |                        |
| Sondershausen            | TH           | 29. Aug.     | Geflüchtete                      | ein Verletzter   | Während einer Auseinandersetzung auf dem Marktplatz wurde ein 33-jähriger Asylbewerber aus Eritrea zu Fall gebracht und mit Schlägen und Tritten traktiert, die Angreifer waren der Polizei schon im Vorfeld aufgrund ihrer rechten Gesinnung bekannt. | Ja                     |
| Wismar                   | MV           | 29. Aug.     | Geflüchtete                      | ein Verletzter   | Am Abend wurde ein 20-jähriger Asylbewerber von drei Tätern rassistisch beleidigt. Zwei Tatverdächtige schlugen dem Flüchtling ins Gesicht, ein dritter schleuderte ihm eine Eisenkette gegen Rippen und Schultern, nachdem das Opfer zu Boden ging, traten die Täter weiter auf es ein und flüchteten später. Der syrische Asylbewerber erlitt schwere Verletzungen und wurde in einem Krankenhaus behandelt. | Nein                   |
| Chemnitz                 | SN           | 1. Sep.      | Geflüchtete                      | ein Verletzter   | Sechs oder sieben vermummte Personen jagten zwei Asylbewerber aus Afghanistan und Somalia in einer Chemnitzer Wohngegend. Der Somalier konnte den Unbekannten entkommen, der Afghane jedoch wurde von den Tätern zusammengeschlagen. (Ausschreitungen in Chemnitz 2018) | Nein                   |
| Sebnitz                  | SN           | 5. Sep.      | Geflüchtete                      | ein Verletzter   | Ein Unbekannte schubste einen 20-jährigen syrischen Asylbewerber auf offener Straße und rief fremdenfeindliche Parolen, anschließend schlug der Angreifer den Syrer mit einer Eisenkette, welcher schwere Verletzungen am Kopf erlitt. | Nein                   |
| Demmin                   | MV           | 6. Sep.      | Geflüchtete                      | zwei Verletzte   | Zwei Unbekannte randalierten vor der Wohnung syrischer Flüchtlinge, einer der Angreifer drang durch ein Fenster ein und packte den 13-jährigen Sohn der Familie an den Schultern, die Mutter drückte den Mann jedoch zurück und schloss das Fenster. Der Junge und seine 1 Jahr alte Schwester mussten aufgrund eines Schocks im Krankenhaus behandelt werden. | Nein                   |
| Dresden                  | SN           | 10. Sep.     | Geflüchtete                      | ein Verletzter   | Eine 17-jährige afghanische Asylbewerberin wurde verletzt, als ein Unbekannter ihr in der Straßenbahn gegen den Unterschenkel trat und sie beleidigte. | Nein                   |
| Chemnitz                 | SN           | 12. Sep.     | Geflüchtete                      | ein Verletzter   | Ein 41-jähriger Asylbewerber aus Tunesien wurde auf offener Straße von Unbekannten rassistisch beleidigt und verprügelt. (Ausschreitungen in Chemnitz 2018) | Nein                   |
| Chemnitz                 | SN           | 14. Sep.     | Geflüchtete                      | ein Verletzter   | Ausschreitungen in Chemnitz 2018#Terrorismusverdacht gegen rechtsextreme Gruppe „Revolution Chemnitz“ | Ja                     |
| Halberstadt              | ST           | 15. Sep.     | Geflüchtete                      | drei Verletzte   | Als drei Asylbewerber sich auf dem Weg zu ihrer Unterkunft befanden, wurden sie von mindestens fünf Deutschen attackiert und erlitten Verletzungen durch Schläge. Die drei Flüchtlinge aus Somalia mussten im Krankenhaus behandelt werden. | Nein                   |
| Oberharz am Brocken      | ST           | 15. Sep.     | Geflüchtete                      | ein Verletzter   | Zwei unbekannte Deutsche beleidigten eine Gruppe junger Asylbewerber am Rand eines Sportplatzes mit rassistischen Parolen und schlugen einen 17-jährigen Afghanen. Eine Betreuerin, die dazwischen gehen wollte, wurde gegen ein Auto gestoßen, blieb aber unverletzt. Den Tätern gelang die Flucht in einem Auto, ohne identifiziert zu werden. | Nein                   |
| Bad Überkingen           | BW           | 18. Sep.     | bewohnte Unterkunft              |                  | Eine 32-Jährige steckte die Tür eines Technikraumes mit Heizungen und Gasanschluss einer Asylbewerberunterkunft in Brand, der Brand erlosch jedoch von selbst. Eine Bewohnerin der Unterkunft beobachtete den Vorfall und rief einen Mitbewohner zur Hilfe, der die tatverdächtige Brandstifterin bis zum Eintreffen der Polizei festhielt. Die 32-Jährige wurde verhaftet und eine Hakenkreuzfahne und mehrere mit SS-Runen und Hakenkreuzen bemalte Blätter in ihrer Wohnung beschlagnahmt. Die Täterin gestand auch eine weitere Brandstiftung vor einem türkischen Lebensmittelladen.              | Ja                     |
| Quedlinburg              | ST           | 20. Sep.     | Geflüchtete                      | zwei Verletzte   | Zwei Asylbewerber aus Eritrea wurden von einer Gruppe von vier Deutschen beschimpft. Als die beiden Eritreer die Lage mit ihren Mobiltelefonen festhalten wollten, schlugen die Männer ihnen die Geräte aus der Hand und begannen, auf die Asylbewerber einzuschlagen, welche leichte Verletzungen erlitten. Ein einschreitender Zeuge verhinderte Schlimmeres, die Täter konnten jedoch fliehen. | Nein                   |
| Werdau                   | SN           | 28. Sep.     | bewohnte Unterkunft              |                  | Ein 25-Jähriger warf einen Brandsatz über das Zugangstor einer Flüchtlingsunterkunft. Der Mann konnte mittels der Videoüberwachung identifiziert werden und kam in Untersuchungshaft. | Ja                     |
| Oldenburg                | NI           | 30. Sep.     | Geflüchtete                      | ein Verletzter   | Auf dem Rückweg von einem Volksfest wurde ein 19-jähriger jesidischer Asylbewerber von einer ihm entgegen kommenden Gruppe zu Boden getreten und mit islamophoben Parolen und „Sieg Heil“-Rufen beschimpft. Der Flüchtling wurde schwer verletzt. | Nein                   |
| Burgstädt                | SN           | 2. Okt.      | Geflüchtete                      | ein Verletzter   | Ein Autofahrer beleidigte eine Gruppe Asylbewerber, fuhr anschließend weiter, kehrte aber nach kurzer Zeit zurück. Der Mann stieg aus dem Fahrzeug, zog ein Messer und ein Pfefferspray, mit dem er einem afghanischen Asylbewerber ins Gesicht sprühte. Der Flüchtling musste im Krankenhaus behandelt werden und sagte aus, sich seit dem Vorfall von öffentlichen Plätzen fernzuhalten. | Nein                   |
| Karlsruhe                | BW           | 28. Okt.     | Geflüchtete                      | ein Verletzter   | Zwei Männer stießen einen Asylbewerber aus Kamerun gegen ein Schild und schlugen ihm ins Gesicht, was eine kurzzeitige Bewusstlosigkeit des Angegriffenen zur Folge hatte, welcher anschließend im Krankenhaus behandelt werden musste. Zeugen zufolge sollen die Täter nach der Attacke „So läuft das in Deutschland!“ gerufen haben. | Nein                   |
| Magdeburg                | ST           | 28. Okt.     | Geflüchtete                      | zwei Verletzte   | Zwei Asylbewerber und eine Frau befanden sich gegen 18 Uhr in Sudenburg, als sie von einigen Personen beleidigt wurden. Die Opfer begaben sich anschließend zu einer Stadtbahnhaltestelle, wo 25–30 Personen auftauchten und begonnen, auf die beiden Asylbewerber einzuschlagen, welche Hämatome im Gesichtsbereich und einen Nasenbeinbruch erlitten. | Nein                   |
| Rostock                  | MV           | 3. Dez.      | Geflüchtete                      | ein Verletzter   | Eine Frau und zwei Männer schubsten einen Asylbewerber aus Gambia und beleidigten ihn rassistisch. Einer der Täter schlug dem Gambier, vermutlich mit einem Hammer, ins Gesicht. Das 35-jährige Opfer erlitt einen Nasenbeinbruch, eine Gehirnerschütterung und eine aufgeplatzte Lippe und muss operativ behandelt werden. Die Polizei verhaftete einen Mann, der den Gambier mit einem Hammer geschlagen haben soll. | Ja                     |